# Ptychadena straeleni
Ptychadena straeleni är en groddjursart som först beskrevs av Robert F. Inger 1968.  Ptychadena straeleni ingår i släktet Ptychadena och familjen Ptychadenidae. IUCN kategoriserar arten globalt som livskraftig. Inga underarter finns listade i Catalogue of Life.